# Alfredo Vásquez Acevedo
Alfredo Vásquez Acevedo (Buenos Aires, 8 de julio de 1844 - Montevideo, 6 de julio de 1923) fue un jurista y político argentino  nacionalizado uruguayo.

## Biografía
Nació en Buenos Aires, naturalizado uruguayo, en virtud de los azares de las luchas fratricidas que aquellos tiempos imponían a las familias patricias del Uruguay, que iba consolidando su existencia como nación soberana.
Cuando nació, su padre, Ramón Vázquez Fernández, lo envolvió en el pabellón uruguayo. Su madre, María Josefa Acevedo Maturana, era hermana del codificador Eduardo Acevedo Maturana. Casado con Juana Luisa Varela y Berro, hermana del reformador de la educación uruguaya José Pedro Varela.
Cursó estudios primarios en Buenos Aires y en 1855 la familia pasó a residir en Montevideo. Su padre falleció y Alfredo se crio al lado de su tío, el ilustre jurisconsulto Eduardo Acevedo, por quien tenía un afecto y un respeto que estarían presentes en su espíritu hasta el último de sus días. Obtuvo su título de licenciado en Jurisprudencia en 1866.
Desde muy joven se destacó como una de las personas con mayores inquietudes, conocimientos y realizaciones prácticas en el campo de la enseñanza pública, en una época en que esta se desarrollaba con múltiples dificultades en Uruguay.

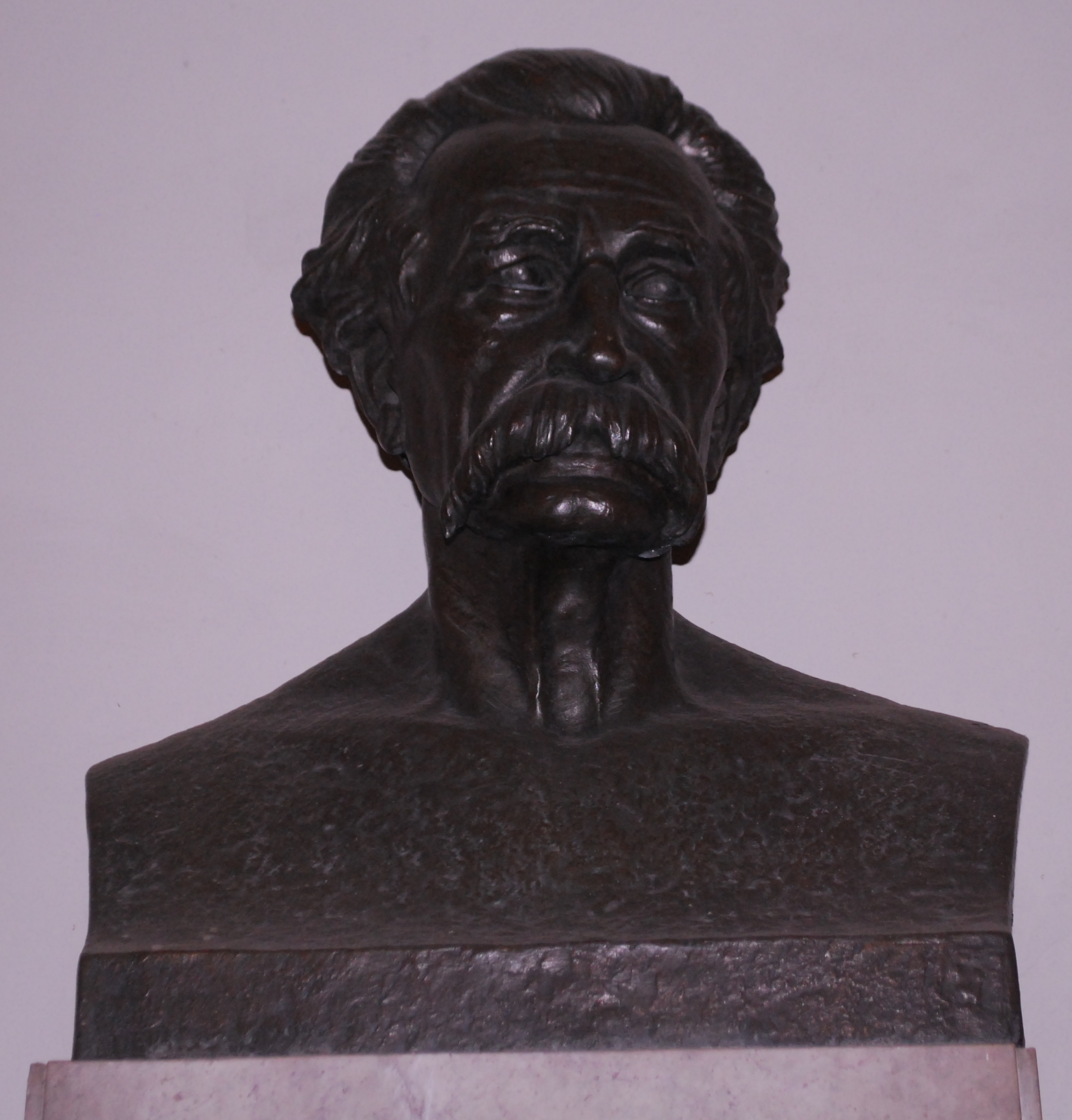
Busto en la Facultad de Derecho de la UdelaR.

En 1868 fue fundador, junto con José Pedro Varela, Elbio Fernández, Carlos María Ramírez y otros ilustres intelectuales de su época, de la Sociedad de Amigos de la Educación Popular, cuya comisión directiva presidió en 1879-1880 y 1900-1901.
En 1880 alcanzó el rectorado de la Universidad de la República, cargo que desempeñó casi sin interrupciones hasta 1899. Solo por un breve período fue sustituido por el doctor José Pedro Ramírez y una década más tarde, durante un año, por el doctor Pablo de María.
Entre el 10 de abril y 8 de mayo de 1882 participó del primer Congreso Pedagógico instalado en América del Sur, el cual sesionó en Buenos Aires. Además de Vásquez Acevedo, los representantes uruguayos fueron Carlos María Ramírez, Jacobo Adrián Varela, Carlos María de Pena y Francisco Berra.
Desempeñó altos cargos en la magistratura: fiscal de Gobierno y Hacienda (1873-1874), fiscal de lo Civil y del Crimen (1876-1879), fiscal de lo Civil (1878-1885).
En 1899 fue elegido senador y posteriormente diputado. Presidió la Asamblea Constituyente de 1917. También fue varias veces presidente del directorio del Partido Nacional.
Actualmente su efigie circula en el billete de 500 pesos uruguayos.

## Obras publicadas
- Concordancias y anotaciones del Código de Procedimiento Civil (1895-1900).
- Proyecto de un nuevo Código de Procedimiento Penal (1895).
- Concordancias y anotaciones del Código Penal (1893).
- Serie graduada de libros de lectura.